# Полурез Юрій Володимирович
Юрій Володимирович Полурез (нар. 23 вересня 1964, Київ, Українська РСР, СРСР) — український дипломат.

## Біографія
Народився 23 вересня 1964 року в Києві. Син історика КПРС, політолога Володимира Полуреза (1927—2015).
Закінчив Київський університет (1986), міжнародні економічні відносини, економіст-міжнародник, референт перекладач англійської мови. Володіє українською, російською та англійською.
З вересня 1981 до червня 1986 р. — студент Київського державного університету ім. Т. Шевченка.
Із серпня 1986 до серпня 1987 р. — стажер-викладач Київського інституту народного господарства.
З листопада 1987 до листопада 1990 р.— аспірант Київського інституту народного господарства.
Із січня 1991 до 2004 р.— третій секретар, другий секретар, перший секретар, в.о. завідувача відділу, завідувач відділу, в.о. заступника начальника Управління, заступник начальника Управління, радник Постійного Представництва України, заступник постійного представника.
З 2004 до квітня 2005 р. — тимчасовий повірений у справах України в Республіці Австрія.
З 2004 до квітня 2005 р. — виконувач обов'язків Постійного Представника України при міжнародних організаціях у Відні.
З 2005 до 2007 р. — заступник директора Департаменту Міністерства закордонних справ України.
Із січня 2007 до квітня 2008 р. — перший заступник Керівника Служби Державного Протоколу і Церемоніалу Секретаріату Президента України.
З квітня 2008 р. — керівник Служби Державного Протоколу і Церемоніалу Президента України.
З 2010 р. до 6 квітня 2021 р. — Надзвичайний і Повноважний Посол України в ОАЕ.
З 27 квітня 2011 р. до 6 квітня 2021 року — Надзвичайний і Повноважний Посол України в Королівстві Бахрейн та Надзвичайний і Повноважний Посол України в Державі Катар за сумісництвом.
З 10 жовтня 2018 року до 6 квітня 2021 року — Постійний представник України при Міжнародному агентстві з відновлювальних джерел енергії (IRENA) за сумісництвом.